# João Alfredo (ort)
João Alfredo är en ort i Brasilien.   Den ligger i kommunen João Alfredo och delstaten Pernambuco, i den östra delen av landet, 1 600 km nordost om huvudstaden Brasília. João Alfredo ligger 345 meter över havet och antalet invånare är 11 334.
Terrängen runt João Alfredo är kuperad åt sydost, men åt nordväst är den platt. Närmaste större samhälle är Limoeiro, 15,3 km öster om João Alfredo.
Omgivningarna runt João Alfredo är huvudsakligen savann. Runt João Alfredo är det ganska tätbefolkat, med 100 invånare per kvadratkilometer.